# Sálvese quien pueda (programa de televisión argentino)
Sálvese quien pueda (conocido también por sus siglas SQP) es un programa de televisión argentino, conducido por Yanina Latorre emitido por América TV desde el 17 de marzo de 2025.

## Sinopsis
Un análisis de los medios desde una mirada innovadora, sarcástica y atractiva.

## Historia
El conductor Rodrigo Lussich confirmó que Mandarina Televisión y América TV traerían un nuevo programa con la conducción Yanina Latorre. Más tarde, en LAM la conductora y Ángel de Brito confirmaron los tres panelistas del programa y su nombre. El 17 de marzo, el programa debutó en vivo. El día 14 de abril, Yanina Latorre confirmó la incorporación de Majo Martino como cuarta panelista del programa.

## Equipo

### Conducción
- Yanina Latorre (2025-presente)

### Panelistas
- Lizardo Ponce (2025-presente)
- «Fede Popgold» (2025-presente)
- Ximena Capristo (2025-presente)
- Majo Martino (2025-presente)

### Conductores de reemplazo
- Pedro «Pepe» Ochoa (2025)
- «Fede Popgold» (2025)

### Panelistas invitados
- Matilda Blanco (24/03/2025)
- Gustavo Noriega (2025)
- Amalia Granata (28/03/2025)
- Majo Martino (2025)
- Martín Fernández Cruz (10/04/2025)
- Connie Ansaldi (06/08/2025)
- Rodrigo Bar (agosto de 2025)
- Pedro «Pepe» Ochoa (12/08/2025)
- Damián Rojo (12/08/2025)
- Ángel de Brito (13/08/2025)
- Mariana Gallego (13/08/2025)
- Santiago Sposato (18/08/2025)
- Josefina Pouso (18/08/2025)

### Locución
- Carolina Álvarez (2025-presente)